# 拉名下
拉名下，是指明朝大宦官在小阉中挑选一些长相好、聪慧机警的以传承衣钵，结成隶属关系的行为。年长的大宦官要负责对小阉抚育照料、教导督责、提拔举荐。小阉长大后则要对负责自己的老宦官侍候居常、老年赡养、料理后事。

## 代表
- 冯宝——王安
- 张宏——张鲸
- 张鲸——常云
- 田义——王钦
- 孙暹——魏忠贤
- 陈矩——刘若愚
- 李恩——宋晋
- 廖寿——李质
- 李质——李傅、李岑
- 覃昌、贺能——张诚
- 张诚——高时明、沈荫